# Canadair CL-215

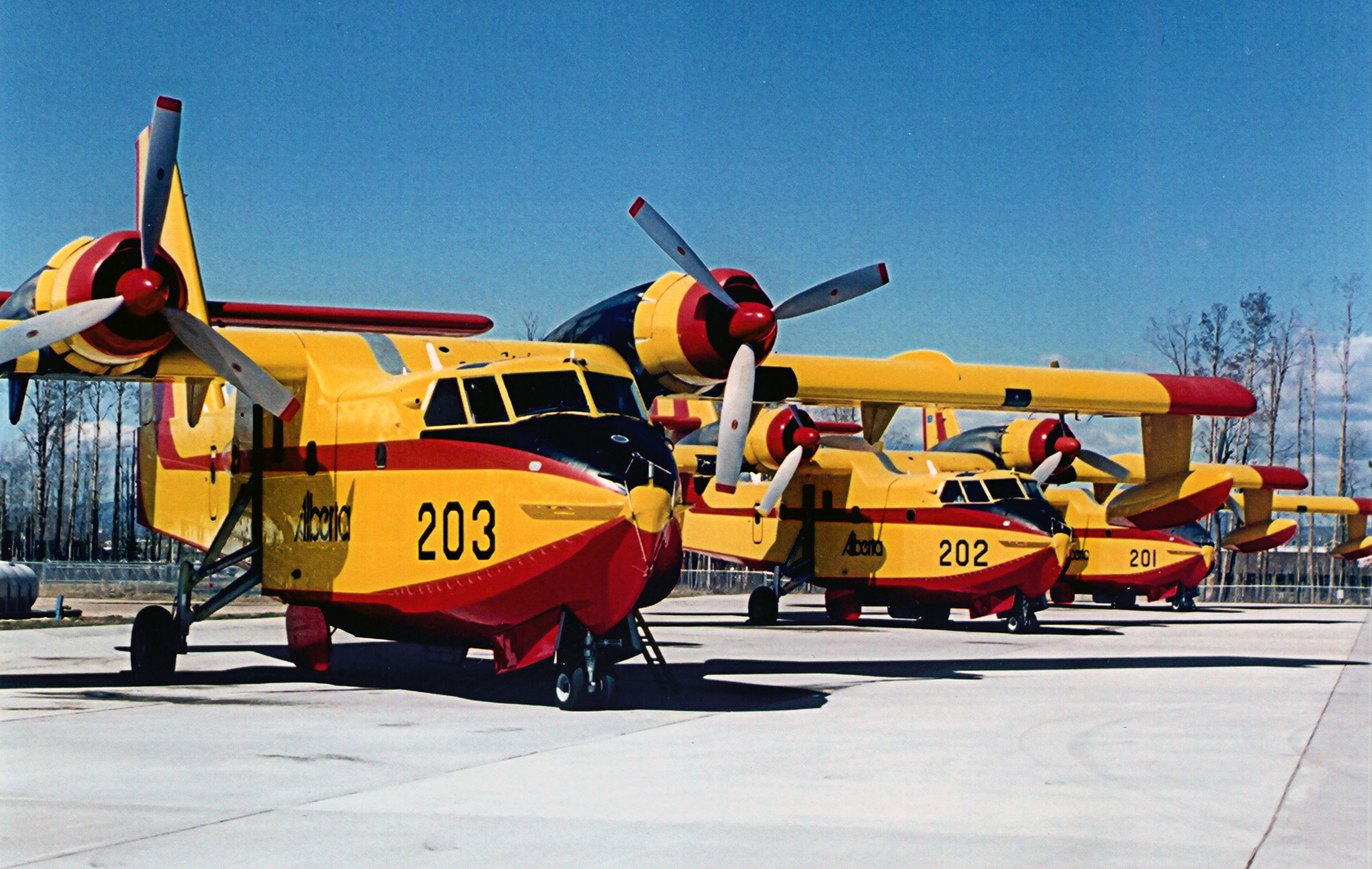
Wachten op actie

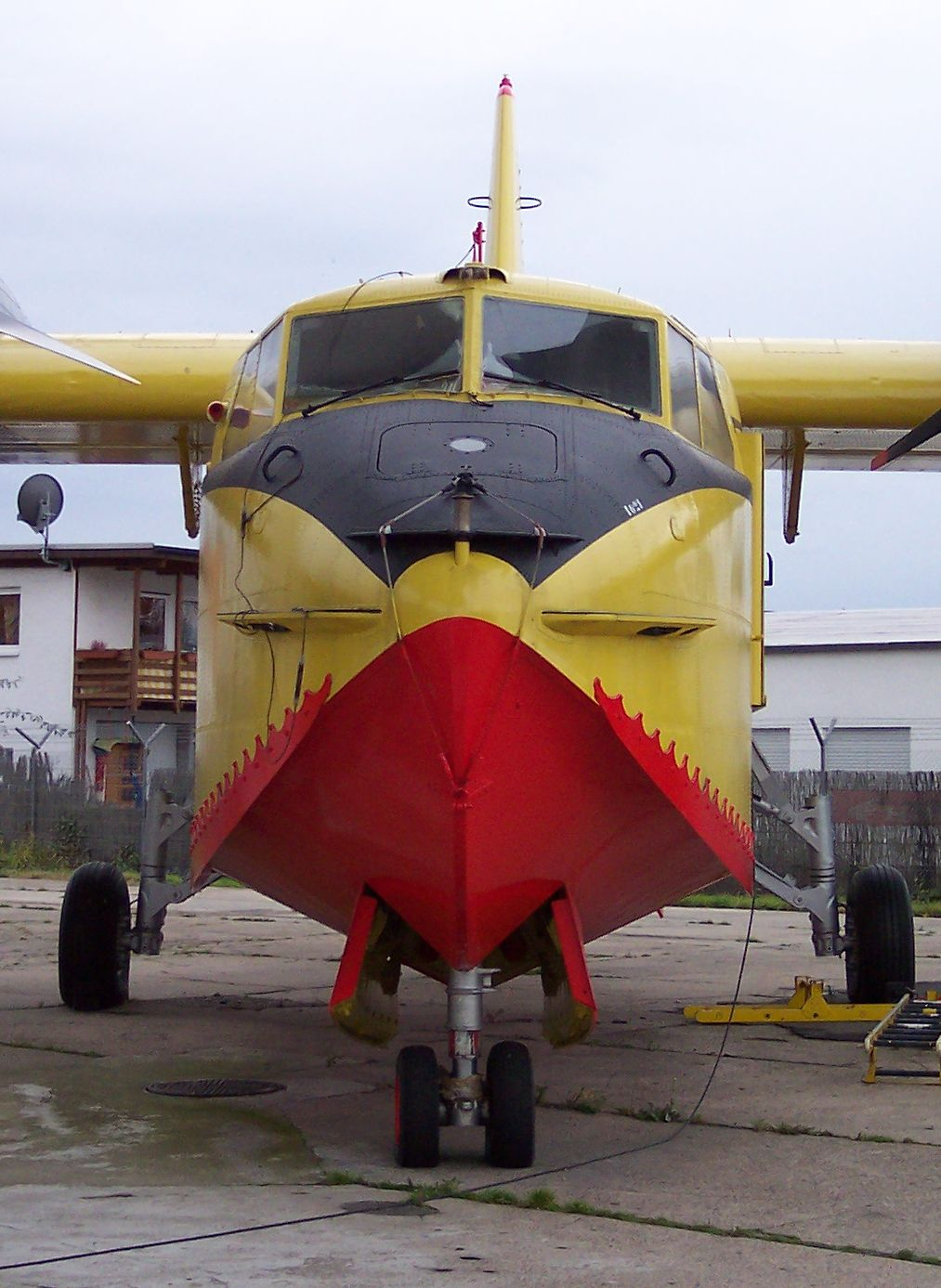
Frontzicht

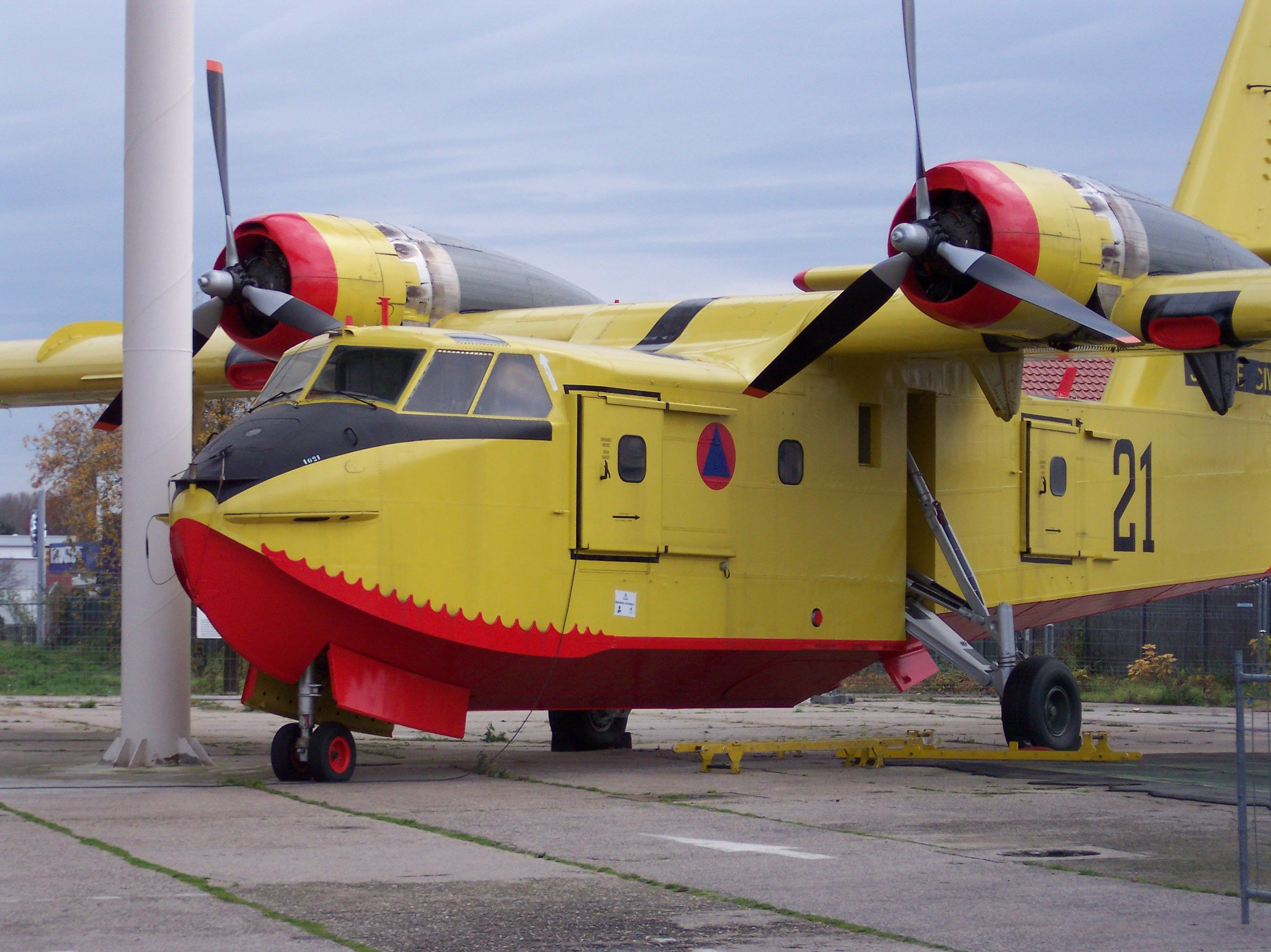
De inlaten zitten vlak achter het neuswiel (Technikmuseum Speyer)

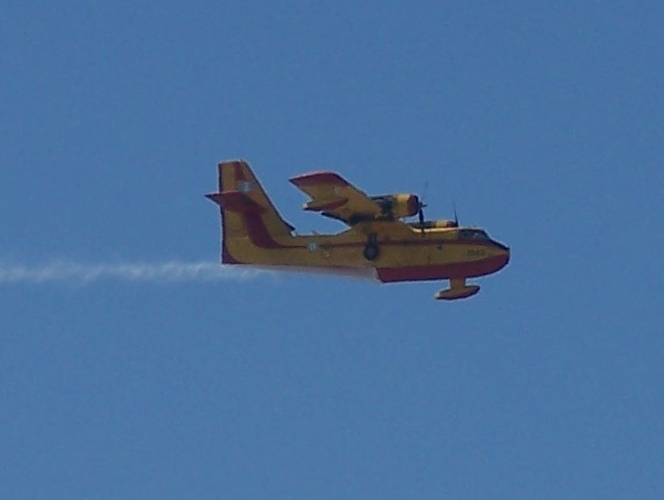
Deze Griekse CL-215 heeft net getankt

De Canadair CL-215  was het eerste model van een serie in Canada gebouwde brandbestrijdingsvliegtuigen. Het werd opgevolgd door de Canadair CL-415. Het door de firma Canadair (later Bombardier) gebouwde toestel is een amfibie en dus geschikt voor landing zowel op het land als in het water.

## Algemeen
Hij is voorzien van twee hoog geplaatste motoren die zijn gemonteerd in een boven de romp geplaatste dikke vleugel. Hierdoor is het toestel niet alleen geschikt om vanaf korte onverharde banen te opereren, maar is het ook geschikt om langdurig in de lucht te blijven. Ook is het met lage snelheid goed wendbaar; deze eigenschappen maken het zeer geschikt voor het bestrijden van bosbranden.
Het toestel gebruikt (stuw)meren, rivieren en de zee om zijn tanks te vullen. Het water kan eventueel met vuurbestrijdende of vuurvertragende chemicaliën worden aangevuld; zo kan het toestel zowel voor directe brandbestrijding als voor brandpreventie worden ingezet.
De CL-215 vult zijn laadruim van 5450 kg tijdens een scheervlucht over het water bij; dit hele proces (aanvliegen-bijladen-opstijgen) neemt nog geen 30 seconden in beslag. Er zijn gegevens bekend waarbij de toestellen tijdens bosbranden (met een onbeperkte zeewatervoorraad in de nabijheid) 125 waterladingen in 12 uur tijd op het vuur lieten vallen.
Het verhaal van de duiker die door een dergelijk toestel in zee werd opgezogen om vervolgens boven het vuur van een bosbrand te worden gedropt is een typisch broodjeaapverhaal; de zes waterinlaatopeningen van blusvliegtuigen (30cm) hebben een veel kleinere diameter dan een menselijk lichaam.
In de periode van 1969 – 1990 werden 125 van deze toestellen gebouwd. Er werden 2 types geproduceerd:
- De Canadair CL-215 de eerste standaard waterbommenwerper zoals die in 1968 werd geleverd.
- De verbeterde Canadair CL-215 T met sterke turboprops, vloog voor het eerst in juni 1989 en werd in Canada ook ingezet als maritiem patrouillevliegtuig.

## Geschiedenis
De Canadair CL-215 werd begin jaren 60 van de 20e eeuw in eerste instantie ontwikkeld als tweemotorig transportwatervliegtuig.
De Québec Service Gouvernementale Aérien (QSGA), een Canadese organisatie die vergelijkbaar is met de oude Nederlandse Bescherming Bevolking, had echter behoefte aan een effectief brandbestrijdings vliegtuig. Daarom werd het ontwerp door Canadair aangepast. Het voorlopig ontwerp, de CL-204 werd omgebouwd in een specifieke amfibie waterbommenwerper uitgerust met twee R2800 radiaalmotoren van Pratt & Whitney. Het toestel maakte als CL-215 zijn eerste vlucht in oktober 1967 en de eerste productie toestellen werden in 1968 aan de QSGA geleverd. Meteen hierop volgde een bestelling van de Franse Securité Civile organisatie in 1969.
CL-215’s stonden bekend onder diverse namen. In Frankrijk werden ze aangeduid als Canadairs, in Canada als Ducks of Scoopers. De sterkere turboprop uitvoeringen CL-215T en de latere CL-415 noemde men Superscoopers.
Het toestel werd verkocht aan Canada, Frankrijk, Griekenland, Italië, Kroatië, Spanje, Thailand en Venezuela.

## Inzet
De CL-215 was door de jaren heen betrokken meer dan 30 ongelukken.

## Overzicht en registratie van de CL-215’s
De toestellen 21 tm 24 kwamen in 1969 in dienst, de 05 en 25 tm 29 in 1970; de 19 in 1971; de 40 in 1974; de 46 in 1975 en de 47 in 1976.
Alle toestellen waren in 1996 vervangen door CL-415’s.
- Pelican 01 F-ZBBR verongelukte bij Marseille augustus 1983
- Pelican 05 F-ZBBE
- Pelican 19 F-ZBBM verongelukte boven Corsica juli 1973
- Pelican 21 F-ZBAR staat in het Technikmuseum Speyer in Speyer (Dld)
- Pelican 22 F-ZBAX verongelukte boven Corsica juli 1970
- Pelican 23 F-ZBAY
- Pelican 24 F-ZBDD
- Pelican 25 F-ZBBG boven zee verongelukt september 1971
- Pelican 26 F-ZBBH staat in Sinsheim (Dld) in museum
- Pelican 27 F-ZBBI
- Pelican 28 F-ZBBJ
- Pelican 29 F-ZBBD
- Pelican 40 F-ZBBT staat in Ontario (Can) in museum
- Pelican 46 F-ZBBV poortwachter in St-Victoret
- Pelican 47 F-ZBBW poortwachter CAEA centrale